# Razzie Awards 2000
La 21ª edizione dei Razzie Awards si è svolta il 24 marzo 2001, per premiare i peggiori film dell'anno 2000. Le candidature erano state annunciate alcuni mesi prima, il giorno prima delle candidature ai Premi Oscar 2001. Battaglia per la Terra è stato il maggiore vincitore del 2001, con sette premi, incluso il peggior film.
Il film più premiato dell'anno è stato Battaglia per la Terra, mentre i più nominati sono stati Battaglia per la Terra, candidato a otto premi, seguito da Il libro segreto delle streghe: Blair Witch 2, Sai che c'è di nuovo? e Little Nicky - Un diavolo a Manhattan con cinque, I Flintstones in Viva Rock Vegas con quattro e Il sesto giorno con tre nomination.

## Vincitori e candidati
Verranno di seguito indicati in grassetto i vincitori.
Ove ricorrente e disponibile, viene indicato il titolo in lingua italiana e quello in lingua originale tra parentesi.

### Peggior film
- Battaglia per la Terra (Battlefield Earth), regia di Roger Christian
- Il libro segreto delle streghe - Blair Witch 2 (Book of Shadows: Blair Witch 2), regia di Joe Berlinger
- I Flintstones in Viva Rock Vegas (The Flintstones in Viva Rock Vegas), regia di Brian Levant
- Little Nicky - Un diavolo a Manhattan (Little Nicky), regia di Steven Brill
- Sai che c'è di nuovo? (The Next Best Thing), regia di John Schlesinger

### Peggior attore
- John Travolta - Battaglia per la Terra (Battlefield Earth: A Saga of the Year 3000), Magic Numbers - Numeri magici (Lucky Numbers)
- Leonardo DiCaprio - The Beach
- Adam Sandler - Little Nicky - Un diavolo a Manhattan (Little Nicky)
- Sylvester Stallone - La vendetta di Carter (Get Carter)
- Arnold Schwarzenegger - Il sesto giorno (The 6th Day)

### Peggior attrice
- Madonna - Sai che c'è di nuovo? (The Next Best Thing)
- Kim Basinger - La mossa del diavolo (Bless the Child), Sognando l'Africa (I Dreamed of Africa)
- Melanie Griffith - A morte Hollywood (Cecil B. DeMented)
- Bette Midler - Isn't She Great
- Demi Moore - Passion of Mind

### Peggior attore non protagonista
- Barry Pepper - Battaglia per la Terra (Battlefield Earth: A Saga of the Year 3000)
- Stephen Baldwin - I Flintstones in Viva Rock Vegas (The Flintstones in Viva Rock Vegas)
- Keanu Reeves - The Watcher
- Arnold Schwarzenegger - Il sesto giorno (The 6th Day)
- Forest Whitaker - Battaglia per la Terra (Battlefield Earth: A Saga of the Year 3000)

### Peggior attrice non protagonista
- Kelly Preston - Battaglia per la Terra (Battlefield Earth: A Saga of the Year 3000)
- Patricia Arquette - Little Nicky - Un diavolo a Manhattan (Little Nicky)
- Joan Collins - I Flintstones in Viva Rock Vegas (The Flintstones in Viva Rock Vegas)
- Thandie Newton - Mission: Impossible 2
- Rene Russo - Le avventure di Rocky e Bullwinkle (The Adventures of Rocky & Bullwinkle)

### Peggior regista
- Roger Christian - Battaglia per la Terra (Battlefield Earth: A Saga of the Year 3000)
- Joe Berlinger - Il libro segreto delle streghe: Blair Witch 2 (Book of Shadows: Blair Witch 2)
- Steven Brill - Little Nicky - Un diavolo a Manhattan (Little Nicky)
- Brian DePalma - Mission to Mars
- John Schlesinger - Sai che c'è di nuovo? (The Next Best Thing)

### Peggior sceneggiatura
- Battaglia per la Terra (Battlefield Earth) - sceneggiatura di Corey Mandell e J.D. Shapiro, basata sul romanzo di L. Ron Hubbard
- Il libro segreto delle streghe: Blair Witch 2 (Book of Shadows: Blair Witch 2) - scritto da Daniel Myrick, Eduardo Sánchez, Dick Beebe e Joe Berlinger
- Il Grinch (Dr. Seuss' How the Grinch Stole Christmas) - sceneggiatura di Jeffrey Price e Peter S. Seaman, basata sul libro di Dr. Seuss
- Little Nicky - Un diavolo a Manhattan (Little Nicky) - scritto da Tim Herlihy, Adam Sandler e Steven Brill
- Sai che c'è di nuovo? (The Next Best Thing) - scritto da Tom Ropelewski

### Peggior coppia
- John Travolta e un qualsiasi altro attore che condivida la scena con lui - Battaglia per la Terra (Battlefield Earth: A Saga of the Year 3000)
- Due attori qualsiasi - Il libro segreto delle streghe: Blair Witch 2 (Book of Shadows: Blair Witch 2)
- Richard Gere e Winona Ryder - Autumn in New York
- Madonna e a scelta tra Rupert Everett o Benjamin Bratt - Sai che c'è di nuovo? (The Next Best Thing)
- Arnold Schwarzenegger (Adam Gibson) e Arnold Schwarzenegger (il clone di Adam Gibson) - Il sesto giorno (The 6th Day)

### Peggior remake o sequel
- Il libro segreto delle streghe: Blair Witch 2 (Book of Shadows: Blair Witch 2), regia di Joe Berlinger
- Il Grinch (How the Grinch Stole Christmas), regia di Ron Howard
- I Flintstones in Viva Rock Vegas (The Flintstones in Viva Rock Vegas), regia di Brian Levant
- La vendetta di Carter (Get Carter), regia di Stephen Kay
- Mission: Impossible 2, regia di John Woo

## Statistiche vittorie/candidature
Premi vinti/candidature:
- 7/8 - Battaglia per la Terra (Battlefield Earth)
- 1/5 - Il libro segreto delle streghe: Blair Witch 2 (Book of Shadows: Blair Witch 2)
- 1/5 - Sai che c'è di nuovo? (The Next Best Thing)
- 1/1 - Magic Numbers - Numeri magici (Lucky Numbers)
- 0/5 - Little Nicky - Un diavolo a Manhattan (Little Nicky)
- 0/4 - I Flintstones in Viva Rock Vegas (The Flintstones in Viva Rock Vegas)
- 0/3 - Il sesto giorno (The 6th Day)
- 0/2 - La vendetta di Carter (Get Carter)
- 0/2 - Mission: Impossible 2
- 0/2 - Il Grinch (Dr. Seuss' How the Grinch Stole Christmas)
- 0/1 - The Beach
- 0/1 - La mossa del diavolo (Bless the Child)
- 0/1 - Sognando l'Africa (I Dreamed of Africa)
- 0/1 - A morte Hollywood (Cecil B. DeMented)
- 0/1 - Isn't She Great
- 0/1 - Passion of Mind
- 0/1 - The Watcher
- 0/1 - Le avventure di Rocky e Bullwinkle (The Adventures of Rocky & Bullwinkle)
- 0/1 - Mission to Mars
- 0/1 - Autumn in New York